# Armed and Dangerous (EP)
Armed and Dangerous es el primer EP de la banda estadounidense Anthrax, lanzado en febrero de 1985 por el sello Megaforce Records. Es la primera producción discográfica de Anthrax con el vocalista Joey Belladonna.

## Lista de canciones
| N.º | Título                                              | Escritor(es)                                                                                 | Duración |  |
| 1.  | «Armed and Dangerous» (special pre-release version) | Neil Turbin, Joey Belladonna, Dan Spitz, Scott Ian, Dan Lilker, Frank Bello, Charlie Benante | 6:07     |  |
| 2.  | «Raise Hell»                                        | Turbin, Spitz, Ian, Bello, Benante                                                           | 4:03     |  |
| 3.  | «God Save the Queen» (cover de Sex Pistols)         | Johnny Rotten, Steve Jones, Glen Matlock, Paul Cook                                          | 3:02     |  |
| 4.  | «Metal Thrashing Mad» (live)                        | Turbin, Spitz, Ian, Lilker, Benante                                                          | 2:51     |  |
| 5.  | «Panic» (live)                                      | Turbin, Ian, Lilker                                                                          | 3:45     |  |

## Créditos
- Joey Belladonna - voz
- Dan Spitz - guitarra líder
- Scott Ian - guitarra rítmica
- Frank Bello - bajo
- Charlie Benante - batería

### Adicionales
- Neil Turbin - voz en "Soldiers of Metal" y "Howling Furies"
- Dan Lilker - bajo en "Soldiers of Metal" y "Howling Furies"
- Greg D'Angelo - batería en "Howling Furies"